# Incantation
Gli Incantation sono un gruppo death metal statunitense formatosi alla fine degli anni ottanta a New York. I loro testi sono caratterizzati da temi quali il satanismo, l'occultismo e la blasfemia.

## Storia del gruppo

### Dal 1989 al 1994
Gli Incantation prendono forma nell'agosto del 1989 dal chitarrista John McEntee e dal batterista e cantante Paul Ledney, entrambi insoddisfatti del percorso musicale intrapreso dalla loro precedente band, i Revenant. Dopo molti cambi di formazione (instabilità questa che attanaglierà il gruppo fino ai giorni nostri) la band incide il suo primo rehearsal tape nel gennaio del 1990, includendo la prima versione dei brani Unholy Massacre e Profanation. Il primo demo ufficiale (Demo #1) viene registrato nel giugno del 1990 con alla voce Will Rahmer dei brutal deathsters Mortician, seguito poco dopo dal 7 pollici Entrantment of Evil. Il leader John McEntee recluta Jim Roe alla batteria e Ronnie Deo al basso, con l'aiuto di Will Rahmer come cantante ottengono uno strepitoso successo al festival The Day of Death a Buffalo nell'ottobre del 1990. Il nuovo chitarrista Craig Pillard si aggiunge in seguito al gruppo e lo stesso si occuperà anche della voce dopo il ritorno di Will Rahmer in pianta stabile nei suoi Mortician. Registrano quindi il 7 pollici The Deliverance of Horrific Prophecies ed il primo full-length Onward to Golgotha nel 1992 sotto l'etichetta Relapse Records. Le canzoni di questo primo disco risultano essere molto oscure ed al contempo veloci ed aggressive, con i consueti e pesantissimi rallentamenti al limite del doom. La voce ultra gutturale di Pillard narra di apocalittiche visioni infernali ed immagini sacre profanate, e anche l'artwork di copertina, affidato a Miran Kim, raffigura un'immagine blasfema e distorta della crocifissione. Il secondo album Mortal Throne of Nazarene esce nel 1994 e mescola death, grindcore, doom metal e black metal in modo ancora acerbo, e soffre di una produzione molto leggera per gli standard del genere. La copertina vedeva ancora un'opera di Miran Kim. Notevole successo ebbe il successivo tour europeo in compagnia dei deathsters olandesi Sinister.

### Dal 1996 al 2001

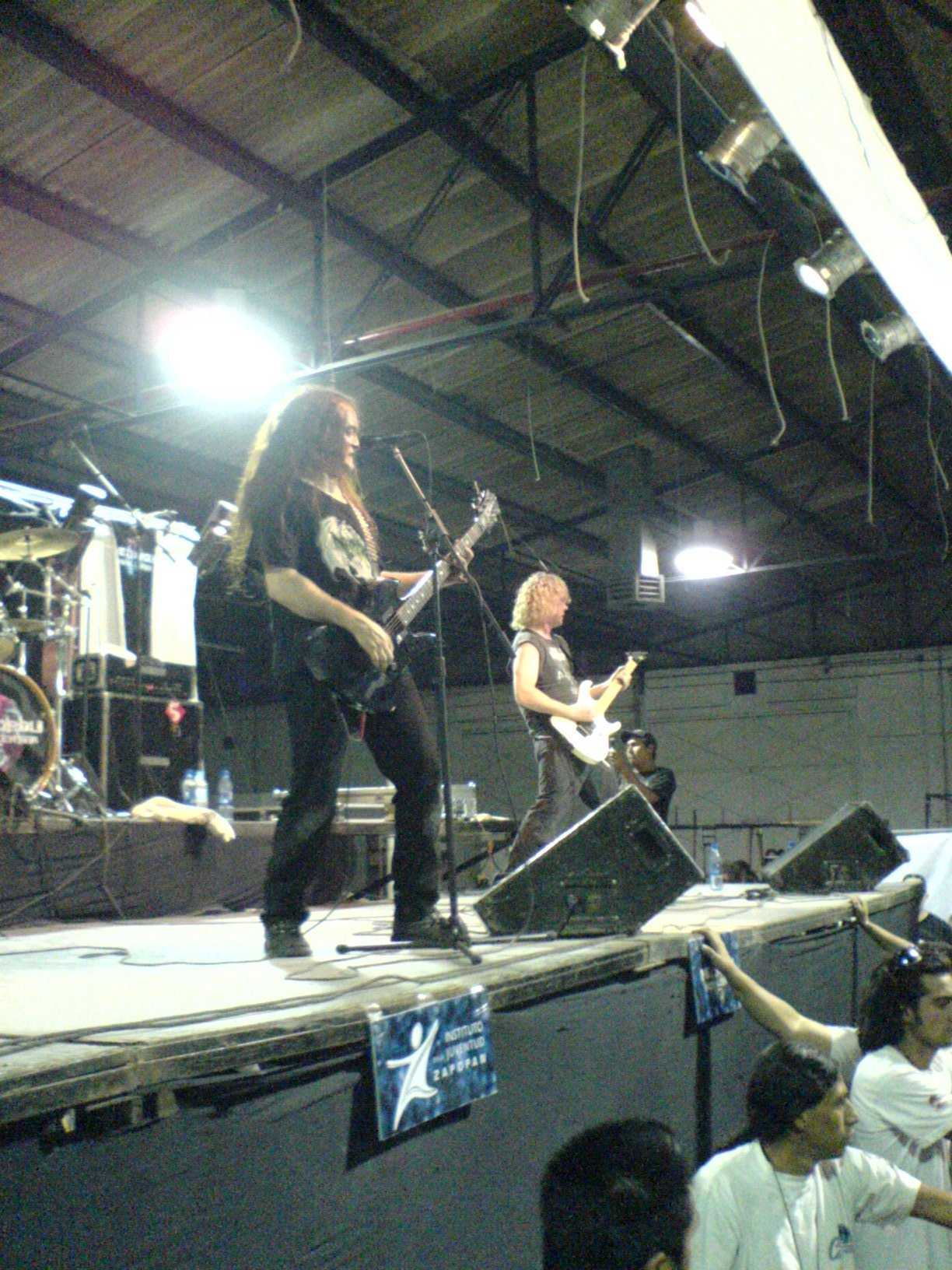
Gli Incantation al Mortal Fest 2008

Dopo un periodo di stasi e continui cambiamenti di formazione, gli Incantation tornano sulla scena nel 1997 con un EP prodotto dalla spagnola Repulse Records (in seguito ristampato dalla Relapse) con cinque nuovi brani tra cui una cover di Scream Bloody Gore dei seminali Death. Il leader John McEntee sarà affiancato dal nuovo batterista Kyle Severn, che seguendo le orme del suo predecessore Jim Roe, infonderà al gruppo una notevole spinta propulsiva alla sezione ritmica, imprimendo il suo personale trademark fatto di frequenti rullate ed abuso di tom. Le composizioni tornano ad essere furiose ed anche il muro di chitarre risulta essere pesante e compresso, come il brutal death impone. Il vocione gutturale di Pillard (stavolta presente in veste di sessionman) impressiona sempre per la sua profondità e diabolicità. Coadiuvato da Pillard e da Severn, McEntee registra un live in studio intitolato Tribute to the Goat in cui la band interpreterà classici del passato come Devoured Death. Con l'aiuto del chitarrista/cantante Mike Saez, la band intraprende un tour con i Vital Remains prima, poi partecipa al Repulsive Tour in Europa in compagnia di Deeds of Flesh, Avulsed e Adramelech. Nel 1998, John McEntee e Kyle Severn affiancati dal chitarrista/cantante Daniel Corchado (proveniente dai The Chasm) registrano Diabolical Conquest che segnerà anche una vera e propria rinascita artistica per il gruppo, con composizioni che diverranno dei classici per gli Incantation come Shadows of the Ancient Empire e Disciples of Blasphemous Reprisal. Il wall of sound delle chitarre sempre pieno e corposo ad opera della produzione affidata a Bill Korecky e la batteria che impone una ritmica da bolge infernali, fanno di Diabolical Conquest un vero manifesto del death metal blasfemo interpretato dai nostri, consolidando così il loro status di istituzione cult nella musica estrema. Il tour di supporto a Diabolical Conquest vedrà il gruppo suonare con i Defiled, i Nile, i Vader ed i Morbid Angel, aiutati al basso da Robert Yench (dei Morpheus Descends) che entrerà poi in pianta stabile, mentre il cantante Daniel Corchado lascerà in favore del rientro di Mike Saez. Sfortunatamente di ritorno dall'ultima data del tour, a Dallas in Texas, Kyle Severn e John McEntee vengono coinvolti in un incidente stradale che causerà loro ferite lievi. Nonostante tutto, il batterista Severn, ormai membro fondamentale per gli Incantation, decide di lasciare per altre ragioni, unendosi per un breve periodo ai Vital Remains. Senza batterista, McEntee, Yench e Saez scrivono e registrano del nuovo materiale per il nuovo disco che verrà pubblicato dalla Relapse nel 2000 con il titolo The Infernal Storm. Sempre coerenti al loro sound, la band sfodera un altro brutale assalto sonoro i cui titoli Sempiternal Pandemonium e Apocalyptic Destroyer of Angels mettono in evidenza chitarre ribassate e vocals profondissime. Alle pelli siederà un nome molto noto nell'underground brutal, Dave Culross, già visibilmente all'opera per la velocità dei suoi blast beat nei Malevolent Creation, Suffocation e Gorgasm. Il tour di supporto all'album invece, vedrà alla batteria l'ex Death Richard Christy e come band co-headliner gli amici Immolation (altro pilastro del death metal blasfemo) con grande approvazione da parte dei fans americani, che vedono per la prima volta queste due leggende sullo stesso palco. Rientrato in seno al gruppo il batterista Kyle Severn, gli Incantation suoneranno anche alcune date in Brasile con il supporto dei deathsters brasiliani Krisiun, ed una di queste date sarà registrata su CD con il titolo di Live - Blasphemy in Brazil Tour 2001, ristampata successivamente dalla olandese Hammerheart Records sotto il nome di Live Blasphemy. Questo live discretamente registrato, contiene molte perle del calibro di Profanation, Disciples of Blasphemous Reprisal, Impending Diabolical Conquest e mostra il calore del pubblico brasiliano da sempre affezionato a queste sonorità.

### Dal 2002 ai giorni nostri
Nell'estate del 2002, gli Incantation pubblicano il loro quinto album Blasphemy sotto etichetta Candlelight Records in Europa e Necropolis Records negli Stati Uniti. Questo disco segna una piccola battuta d'arresto per le composizioni un po' troppo ripetitive e prolisse, ma il suono non si muove comunque di una virgola dalle sue ormai consolidate coordinate, così come i testi (canzoni come Rotting With Your Christ parlano da sole). Blasphemy vede anche l'abbandono del cantante Mike Saez dopo le registrazioni e per il tour che ne seguirà, il Blasphemy World Assault Tour, sarà il leader McEntee ad occuparsi anche delle parti vocali. Le date di questa tournée toccano per la prima volta paesi come l'Italia, l'Australia, la Nuova Zelanda, l'Inghilterra e la Scozia tra il 2002 e il 2003. Nel marzo del 2004, la formazione John McEntee (chitarra/voce), Kyle Severn (batteria) ed il nuovo entrato al basso Joe Lombard, ritorna nei Mars Recording Studios insieme al produttore Bill Korecky per registrare il sesto full-length Decimate Christendom. Quest'album dona nuovo lustro al gruppo, che ritrova la propria vena compositiva dopo il mezzo passo falso del precedente Blasphemy ed anche un nuovo contratto discografico con la francese Listenable Records. Tra il 2004 ed il 2005 il gruppo tocca ancora una volta l'Europa insieme a Nile, Unleashed, Pungent Stench, Behemoth e Belphegor, e per la prima volta il Porto Rico con il supporto di Funerus (progetto parallelo dello stesso McEntee insieme alla sorella Jill) e Voracious.
Nel settembre del 2006 dopo un'intensa attività live, esce il settimo studio album Primordial Domination sotto l'etichetta Ibex Moon di proprietà dello stesso John McEntee. Con una produzione pesantissima ed oscura ad opera ancora una volta di Bill Korecky, questo album di blasfemo brutal death metal appare come una ventata di novità e ricchezza di idee in un genere ormai inflazionato. Coerenza e costanza sono il grido di battaglia del trio McEntee/Severn/Lombard e per questo album viene anche coniato il termine doom-laden death metal (death metal con forti inflessioni doom). Primordial Domination entra anche nelle classifiche degli album heavy metal più venduti in Italia, come testimoniato dal portale Metalitalia. Molte date dal vivo saranno previste nei mesi successivi, tra le più importanti in Europa sono il Blietzkrieg 4 con Vader, Krisiun e Funerus ed il Domination Tour con Malevolent Creation, Rotting Christ, Neuraxis, Mystic Circle, Harm, e Inactive Messiah. Attualmente John McEntee è stato raggiunto dall'ex cantante Craig Pillard e dall'ex batterista Jim Roe per suonare alcune date dal vivo incentrate sulla prima produzione del gruppo, il nome emblematico del tour sarà The Forsaken Throne of Golgotha.

## Formazione

### Formazione attuale
- John McEntee - chitarra e voce
- Chuck Sherwood - basso
- Alex Bouks - chitarra
- Kyle Severn - batteria

## Discografia
Album in studio
- 1992 - Onward to Golgotha
- 1994 - Mortal Throne of Nazarene
- 1995 - Upon the Throne of Apocalypse
- 1998 - Diabolical Conquest
- 2000 - The Infernal Storm
- 2002 - Blasphemy
- 2004 - Decimate Christendom
- 2006 - Primordial Domination
- 2012 - Vanquish in Vengeance
- 2014 - Dirges of Elysium
- 2017 - Profane Nexus
- 2020 - Sect of Vile Divinities
- 2023 - Unholy Deification

Live
- 1997 - Tribute to the Goat
- 2001 - Live - Blasphemy in Brazil Tour 2001
- 2017 - Rotting Spiritual Embodiment

Singoli
- 1991 - Deliverance of Horrific Prophecies
- 2006 - Thieves of the Cloth
- 2010 - Scapegoat
- 2012 - Degeneration

EP
- 1990 - Entrantment of Evil
- 1997 - The Forsaken Mourning of Angelic Anguish
- 2008 - Blasphemous Cremation

Demo
- 1990 - Rehearsal Demo
- 1990 - Demo #1
- 1996 - Promo